# 胡燕泳
胡燕泳（英語：Ruby Woo Yin Wing，1979年11月1日—），香港新聞從業員。

## 簡歷
2001年胡在香港中文大學新聞與傳播學院畢業，曾經從事公關工作。
2003年轉職香港有線電視新聞主播，並於翌年轉職到24小時亞視新聞台。
2006年獲獎學金，留學倫敦大學亞非學院，唸國際研究與外交碩士。及後開始於免費頻道本港台報道新聞，曾任擔任本港台六點鐘新聞、夜間新聞主播一職。
2007年與黃珊、黃雅宇共同擔任《主播天下》的主持及策劃職務。
2010年3月，她辭職並離開亞視新聞的播報工作，
11月結婚，至2012年7月以兼職身分重返亞視新聞工作。2012年11月在報章撰文批評亞視高層干涉新聞部運作後，遭亞視解僱。
2013年4月起，任無綫新聞外電編輯，同年9月尾開始成為下午《新聞提要》主播。
2013年12月7日起，擔任《午間新聞》主播。
2015年3月2日起，擔任《環球新聞檔案》旁白。
2015年中，辭職並離開無綫新聞，轉職到香港經濟日報。

## 撰文批評管理層遭解僱事件
亞視受管理層連番操控，聲稱收視與TVB「四六開」惹來公眾、廣告業界人士和學者質疑，動員員工反對政府發出新免費電視牌照的舉措也令全城非議。胡在2012年11月於《明報》發表題為《來自亞視的聲音》的文章，力斥管理層王征和盛品儒於多次事件的處事手法都很有問題，批評王在亞洲電視誤報江澤民逝世事件中沒有任何承擔；在政府總部舉行的「大集會」王盛二人的言論及行為「着實超乎常人所能接受的尺度」，更嚴重的是「人們對亞視的鄙視，似乎並不規限於個別人士，而是整個亞視遭殃，新聞部也不能倖免」。
另外，胡指出，過去她與同事製作《主播天下》時亞視給予新聞部很大自由度，但如今已今非昔比；原本《主播天下》的後續節目《ATV焦點》本來同樣由新聞部記者製作，但最終已變質成為高層公器私用的平台；她和《ATV焦點》撰稿作者（前《大公報》執行總編輯雷競斌）「在新聞部碰口碰臉」並不稔熟，但「因為他的個人大作，卻引來四萬宗投訴、網民的唾罵、前線記者在政總採訪受滋擾；一人創作，新聞部百人當災，我不甘心看到這境況」。
2012年11月26日，亞視突然解僱七名員工，胡是其中之一；對她被辭退是否與批評公司有關，亞視公關部稱不會回應。

## 外部連結
- 胡燕泳的Blog （页面存档备份，存于）

1. ↑  .   [2015-02-24]. （原始内容存档于2020-07-10）.